# Quemal Reis

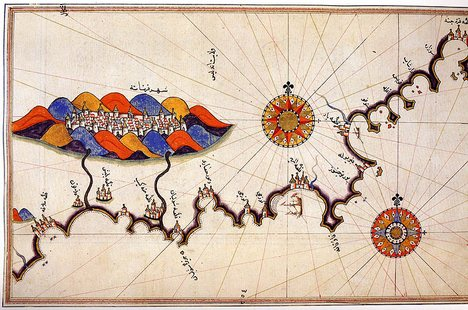
Mapa de Granada do século XV da autoria de Piri Reis

Quemal Reis (em turco: Kemal Reis; Galípoli, c. 1451 — Mediterrâneo, 1511) foi um corsário e almirante do Império Otomano durante o reinado do sultão Bajazeto II. Também conhecido como Kamal Ali e, no Ocidente, como Camali, Camalicchio ou Camal Aichio. Era tio paterno de Piri Reis, outro almirante e cartógrafo otomano, que o acompanhou em muitas das suas importantes expedições navais.
Segundo algumas fontes teria sido o corsário mais famoso e mais perigoso do seu tempo e o inventor dos canhões navais de longo alcance.

## Origem e início de carreira
Quemal (Reis é um título honorífico turco que significa "capitão") nasceu na costa anatólia do Mar Egeu cerca de 1451. O seu nome completo e original era Amade Cemaledino. O seu pai era um turco de nome Ali e natural da cidade de Caramânia, na Anatólia Central. No Ocidente, particularmente em Itália e Espanha, ficou conhecido com nomes como Camali e Camalicchio. Começou a sua carreira como comandante da frota pertencente ao sanjaco bei (governador provincial) de Egriboz (atualmente Eubeia), então uma possessão otomana.

### Missão naval em Espanha
Em 1487, Bajazeto II encarregou Quemal Reis da tarefa de defender as terras do emir de Granada, Maomé XII (conhecido entre os cristãos como Boabdil), o último bastião muçulmano na Península Ibérica. Quemal navegou para Espanha e desembarcou uma força expedicionária de tropas otomanas em Málaga, a qual foi capturada, juntamente com as aldeias vizinhas, tendo sido feitos muitos prisioneiros. Daí navegou paras as Ilhas Baleares e para a Córsega, onde atacou localidades costeiras antes de desembarcar as suas tropas perto de Pisa, na Península Itálica.
De Pisa deslocou-se novamente para a Andaluzia e em diversas ocasiões entre 1490 e 1492 transportou muçulmanos e judeus fugidos de Espanha para as províncias do Império Otomano, onde eram bem-vindos. Os muçulmanos e judeus espanhóis contribuíram muito para o desenvolvimento do Império Otomano através da introdução de novas ideias, métodos e tecnologias. Quemal Reis continuou a desembarcar as suas tropas na Andaluzia e tentou parar o avanço dos espanhóis bombardeando os portos de Elche, Almeria e Málaga.

## Almirante da armada otomana
Em 1495, Quemal Reis foi promovido a almirante da Marinha Otomana pelo sultão Bajazeto II, que ordenou a construção de um grande navio-almirante, o Göke, com capacidade para transportar 700 soldados e que estava armada com os canhões mais potentes da época. Foram construídas duas grandes galés deste tipo, uma para Quemal Reis e outra para Burak Reis. Em outubro de 1496, uma frota de 5 galés, 5 fustas, uma barca de três mastros e o um navio menor partiu de Constantinopla e atacaram o Golfo de Tarento. Em janeiro de 1497 desembarcou em Modon e mais tarde capturou diversos navios venezianos no Mar Jónico, os quais levou para Eubeia juntamente com a respetiva carga.

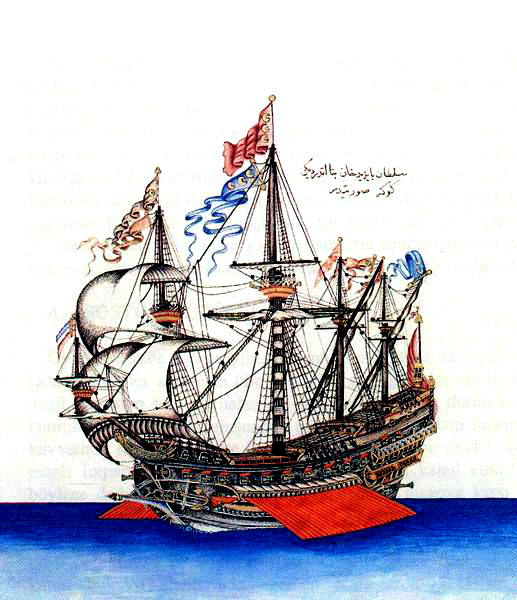
O Göke, navio-almirante de Quemal Reis

Em março de 1497 Bajazeto II encarregou-o de proteger os navios que carregavam bens valiosos pertencentes às fundações religiosas de Meca e Medina dos frequentes ataques dos Cavaleiros de São João, então baseados em Rodes (em 1522 os otomanos conquistaram Rodes e autorizaram os cavaleiros a abandonar a ilha pacificamente). Quemal Reis dirigiu-se para Rodes com uma força de 2 barcas e 3 fustas e capturou uma barca dos cavaleiros perto de Montestrato.
Posteriormente desembarcou em Stalimene (Lemnos) e daí navegou para Tenedos (Bozcaada) e voltou a Constantinopla. Em junho de 1497 foram-lhe atribuídas mais duas grandes galés e em julho do mesmo ano instalou a sua base de operações contra os venezianos e cavaleiros de São João na ilha de Quio, no Mar Egeu. Em abril de 1498 saiu dos Dardanelos em direção às ilhas egeias controladas pela República de Veneza à frente de uma frota de 6 galés, 12 fustas com grandes canhões, 4 baracs e 4 navios menores.
Em junho de 1498 apareceu na ilha de Paros e navegou depois para Creta, onde desembarcou as suas tropas em Sitia, cidade que capturou juntamente com as aldeias próximas antes de enviar tropas batedoras para examinarem as características do castelo veneziano próximo. No mês seguinte dirigiu-se a Roseta, no Egito, com uma frota de 5 galés, 6 fustas e duas barcas, para transportar 300 peregrinos que se dirigiam a Meca, os quais levavam consigo 400 000 ducados de ouro enviados por Bajazeto II ao sultão mameluco.
Perto do porto de Abu Kabir, a frota otomana capturou dois navios portugueses (um galeão) e uma barca depois de um feroz combate que durou dois dias. Quemal Reis navegou depois para Santorini e capturou uma barca veneziana antes de capturar outro navio português no Mar Egeu.

## Guerras Otomano-Venezianas
Em janeiro de 1499 Quemal Reis embarcou em Constantinopla com uma frota de 10 galés e outros 4 navios de outros tipo e em julho juntou-se-lhe uma grande frota otomana enviada pelo grão-vizir Coca David Paxá. A frota sob o comando de Quemal Reis passou então a ser composta por 67 galés, 20 galeotas e cerca de 200 navios mais pequenos. Com esta frota, Quemal Reis iniciou uma guerra em larga escala contra a República de Veneza, a qual ficou conhecida como a Segunda Guerra Otomano-Veneziana.

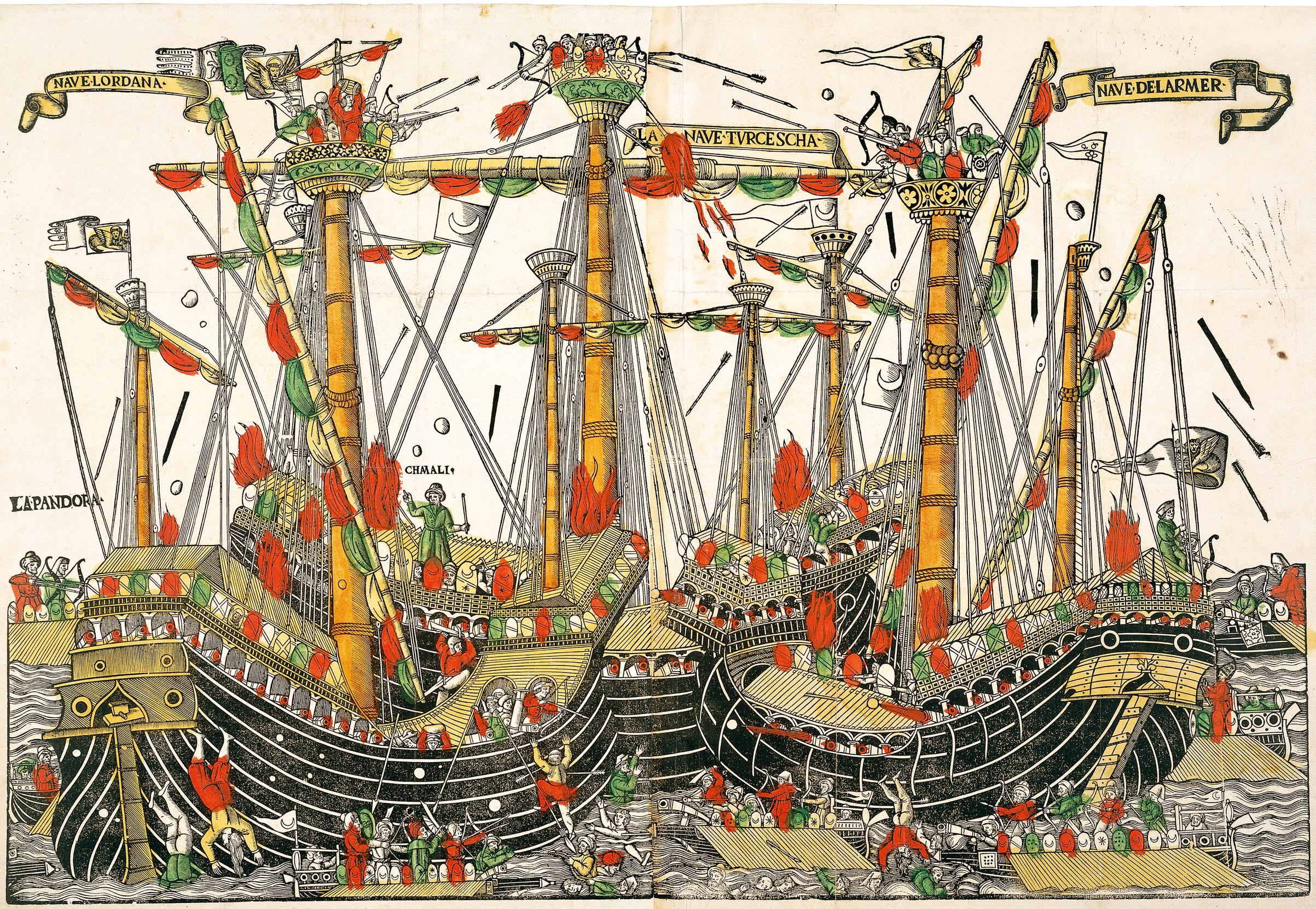
Batalha de Zonchio, também conhecida como Batalha de Sapienza de 1499 ou Primeira Batalha de Lepanto

Em agosto de 1499, depois de ter chegado ao Mar Jónico com a sua grande armada, Quemal Reis encontrou uma frota veneziana de 37 galés, 17 galeotas e cerca de 100 navios menores comandada por Antonio Grimani perto do Cabo Zonchio, onde se desenrolou a Batalha de Zonchio, também conhecida como Batalha de Sapienza de 1499 ou Primeira Batalha de Lepanto. A batalha naval, a primeira da história em que foram usados canhões em navios, teve lugar em quatro dias diferentes (12, 20, 22 e 25 de agosto de 1499) e saldou-se numa importante vitória dos otomanos. Durante os combates foi afundada a galé de Andrea Loredan, membro da influente família Loredan de Veneza. Antonio Grimani foi feito prisioneiro a 29 de setembro, mas acabou por ser libertado e tornar-se-ia Doge de Veneza em 1521. O sultão Bajazeto II ofereceu 10 das galés venezianas capturadas a Quemal Reis, que estacionou a sua frota na ilha de Cefalónia entre outubro de dezembro de 1499.
Em dezembro de 1499 os venezianos atacaram Lepanto com o objetivo de retomarem os territórios perdidos no Mar Jónico. Quemal Reis saiu de Cefalónia e reconquistou Lepanto aos venezianos, onde se manteve entre abril e maio de 1500 e onde os seus navios foram reparados por um exército de 15 000 operários otomanos. Partindo de Lepanto, Quemal Reis navegou até à ilha de Corfu, onde bombardeou os portos venezianos.
Em agosto de 1500 voltou a derrotar a armada veneziana na Batalha de Modon, também chamada de Segunda Batalha de Lepanto. Quemal Reis bombardeou a fortaleza de Modon e capturou a cidade. Mais tarde combateu novamente a armada veneziana ao largo da costa de Coron e capturou esta cidade e um bergantim veneziano.

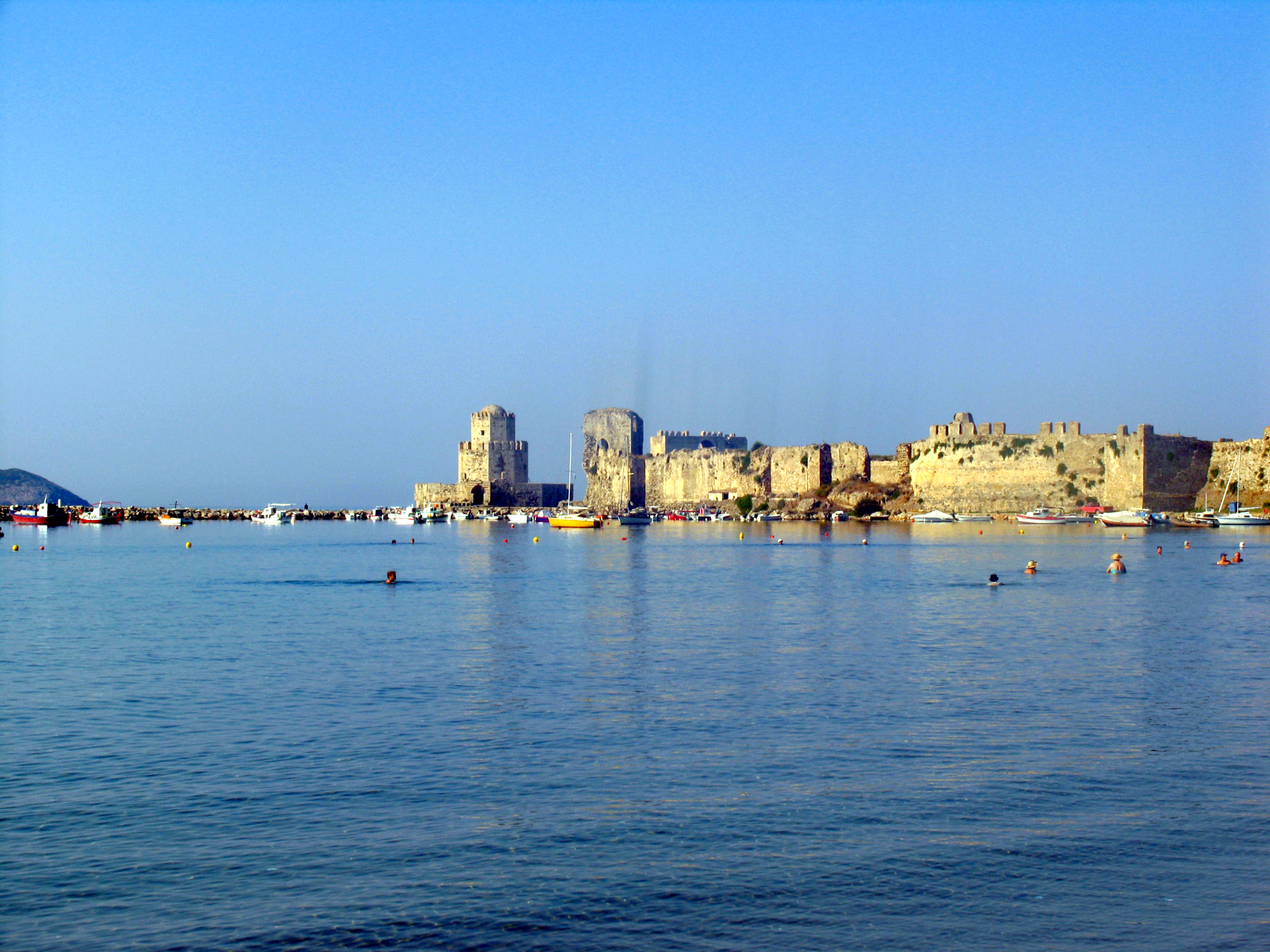
Fortaleza otomana de Modon

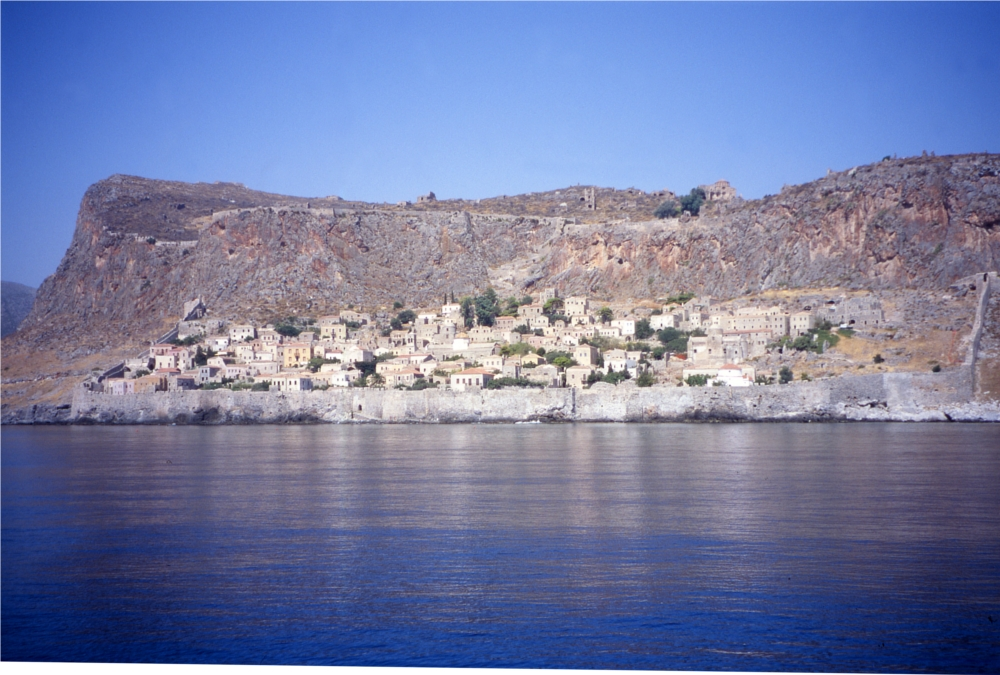
Monemvasia

De Coron, Quemal Reis dirigiu-se para a ilha de Sapientza e afundou a galé veneziana Lezza. Em setembro de 1500 atacou Voiussa e em outubro apareceu no Cabo de Santa Maria da ilha de Lêucade antes de terminar a campanha e voltar a Constantinopla em novembro. Na sequência da vitória na Batalha de Modon, a armada e exército otomanos rapidamente dominaram a maior parte das possessões venezianas na Grécia, tendo Modon e Coron, os "dois olhos da República" sido perdidas para os otomanos. Os ataques da cavalaria otomana alcançaram os territórios venezianos no norte da Itália e em 1503 Veneza teve que negociar a paz reconhecendo as conquistas otomanas.
Em janeiro de 1501, Quemal Reis saiu de Constantinopla com uma armada de 36 galés e fustas. Em fevereiro desembarcou na ilha de Eubeia e em Náuplia antes de se navegar para Corfu em março. Daí navegou para o Mar Tirreno, onde capturou a ilha Pianosa e fez muitos prisioneiros. Em abril de 1501 desembarcou novamente em Náuplia e em Monemvasia com uma frota de 60 navios, o que levou o comandante veneziano baseado em Corfu a chamar de volta os navios venezianos que se dirigiam ao Líbano e ao Levante para reforçar as defesas da República Sereníssima que ainda restavam na Moreia.
Em maio de 1501, com uma força de 8 galeotas e 13 fustas, Quemal Reis escoltou os navios de carga que carregaram material de construção para reforçar as fortalezas otomanas nas ilhas de Quio e Tinos, onde capturou a galé de Girolamo Pisani, o comandante veneziano local, um estandarte oficial de São Marcos, o patrono de Veneza, além de outra galé veneziana de nome Basadonna.
Quemal Reis dirigiu-se depois ao porto de Zonchio, perto de Navarino (Pilos), com uma frota de 5 galeotas e 14 fustas, onde desembarcou e capturou o castelo veneziano e as localidades vizinhas depois de um cerco que durou menos de dez horas. No porto de Zonchio foram capturadas três galés, uma caravela e outros navios venezianos que ali estavam atracados. Estes navios foram levados primeiro para Modon, depois para a ilha de Egina e finalmente para Eubeia. Mais tarde conquistou Navarino, anexando mais um porto importante às possessões otomanas. Em junho de 1501 navegou para o Mar Adriático e reforçou as defesas otomanas em Voiussa e Vlora.

## Operações no Mediterrâneo Ocidental e Atlântico
Em julho de 1501, Quemal Reis, acompanhado pelo seu sobrinho Piri Reis, zarpou do porto de Modon com uma força de 3 galés e 16 fustas e dirigiu-se ao Mar Tirreno, onde se aproveitou da guerra entre Jacopo d'Appiano, governante de Piombino, e as forças papais sob o comando de César Bórgia. Os otomanos desembarcaram em Pianosa e capturaram-na rapidamente, fazendo muitos prisioneiros.

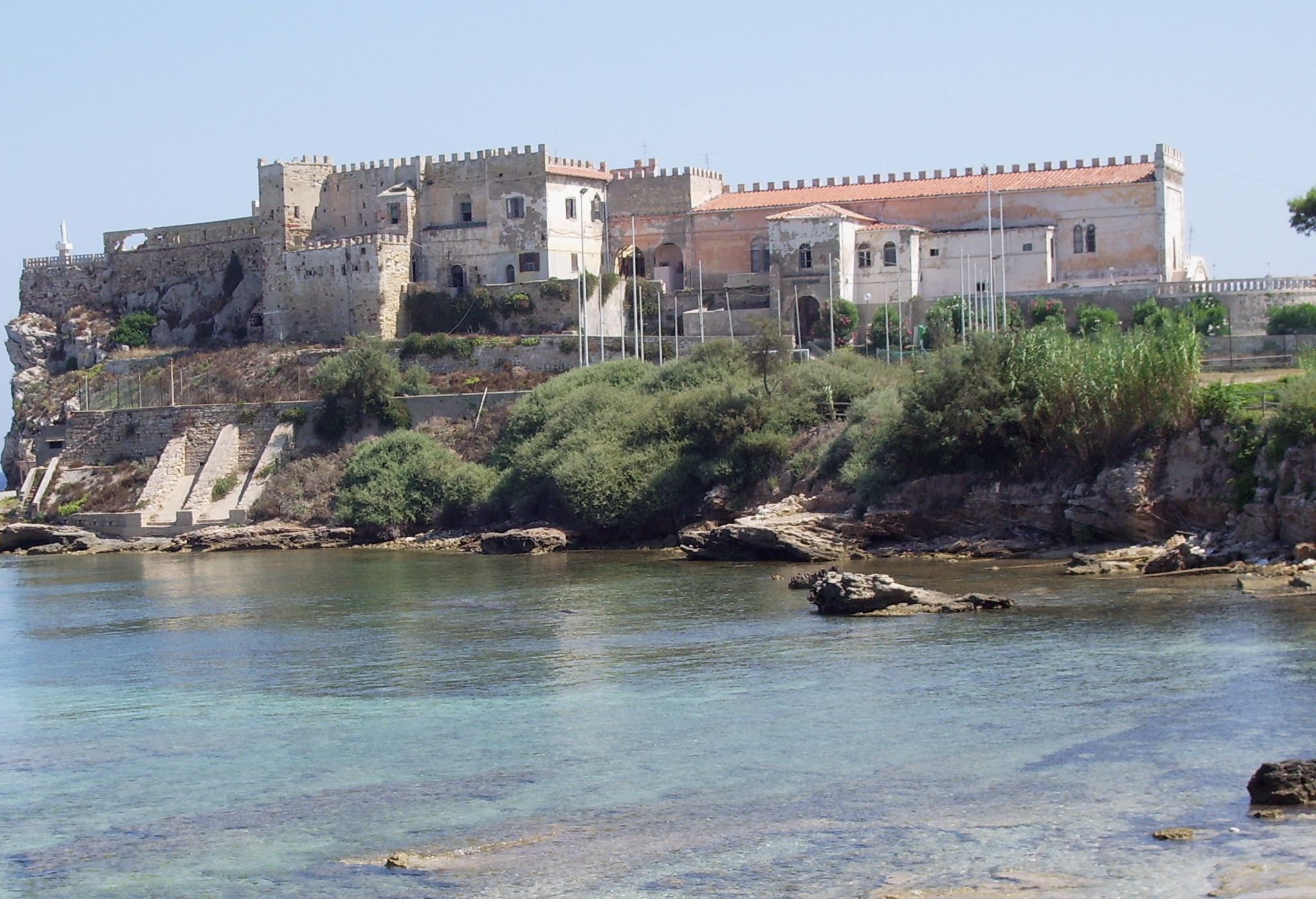
Forte de Teglia, na ilha de Pianosa

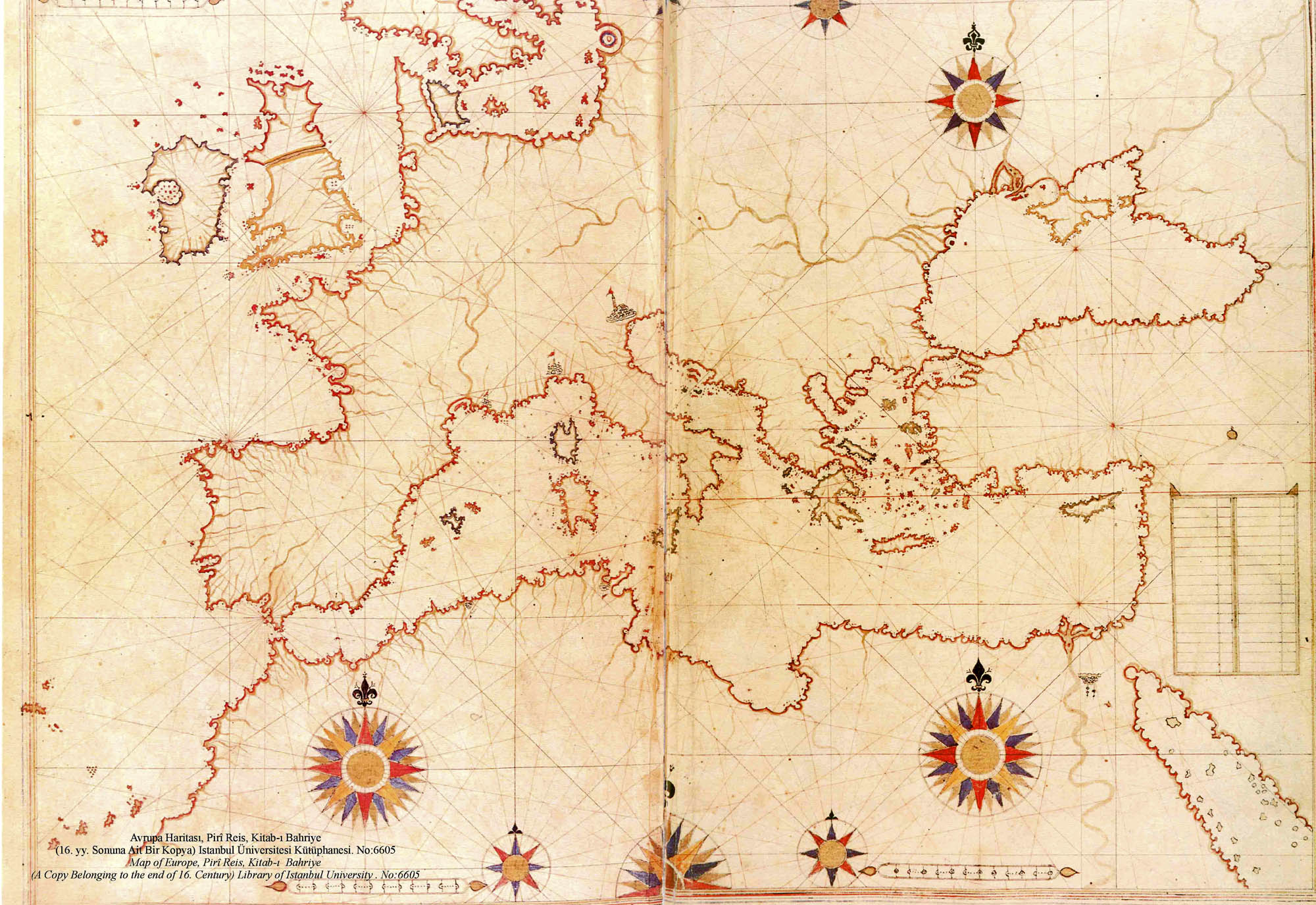
Mapa da Europa e do Mediterrâneo desenhado em 1513 por Piri Reis, sobrinho de Quemal Reis

De Pianosa, Quemal Reis seguiu para o Canal de Piombino e atacou as localidades costeiras da área. Em agosto de 1501 desembarcou na Sardenha e capturou várias localidades costeiras e fez 1 050 prisioneiros. Combateu com vários navios de guerra genoveses ao largo das costas da Sardenha, os quais escaparam rumo ao norte depois de danificados por tiros de canhão.
Ainda em agosto de 1501, Quemal Reis zarpou para as Baleares, desembarcando em Maiorca, onde se deram ferozes combates com os espanhóis. Quemal Reis seguiu depois para a Espanha continental e capturou 7 navios espanhóis ao largo de Valência. Nestes navios descobriu um estranho adorno de cabeça feito em penas (cocar?) e uma pedra negra desconhecida. Foi-lhe dito por um dos prisioneiros que tais coisas provinham das terras recentemente descobertas do outro lado do Oceano Atlântico. Esse prisioneiro afirmava ter visitado essas terras três vezes sob o comando de um homem chamado Colombo e que tinha em sua posse um mapa desenhado pelo próprio Colombo que mostrava a novas terras situadas além do Mar da Escuridão. Este mapa viria a ser uma das principais fontes do famoso mapa de 1513 desenhado pelo almirante e cartógrafo Piri Reis, sobrinho de Quemal Reis.
Depois de deixar Valência, ainda em agosto de 1501, Quemal Reis zarpou para sul e bombardeou as defesas costeiras da Andaluzia antes de desembarcar as suas tropas, que atacaram vários portos e cidades. Dirigiu-se depois para oeste, passando o Estreito de Gibraltar e entrando no Atlântico. Depois de atacar várias localidades da costa atlântica, Quemal dirigiu-se para sul, paras as Canárias, onde encontrou pouca resistência por parte dos espanhóis.
Como noutras ocasiões, Piri Reis aproveitou a viagem com o tio para desenhar o seu famoso portulano, conhecido como "Mapa de Piri Reis", que depois se viria a incluir na sua obra Kitab-ı Bahriye (Livro da Navegação). Seguindo a linha costeira, Quemal voltou ao oriente, desta vez ao longo da costa norte africana, tendo desembarcado em vários pontos de Marrocos e Argélia. Ao largo de Trípoli, na Líbia capturou vários navios genoveses, onde também interceptou várias galés venezianas antes de voltar para Constantinopla.

## Novamente no Mediterrâneo Oriental
Em maio de 1502, Quemal Reis zarpou de Constantinopla com uma frota de 50 navios rumo a Eubeia. Em junho de 1502 capturou a ilha de Cós juntamente com o castelo de San Pietro, pertencente aos Cavaleiros de São João. Dirigiu-se depois a Náuplia, cujo porto bombardeou até que foi chamado para ajudar na defesa de Mitilene, a qual estava cercada por uma armada conjunta franco-veneziana.

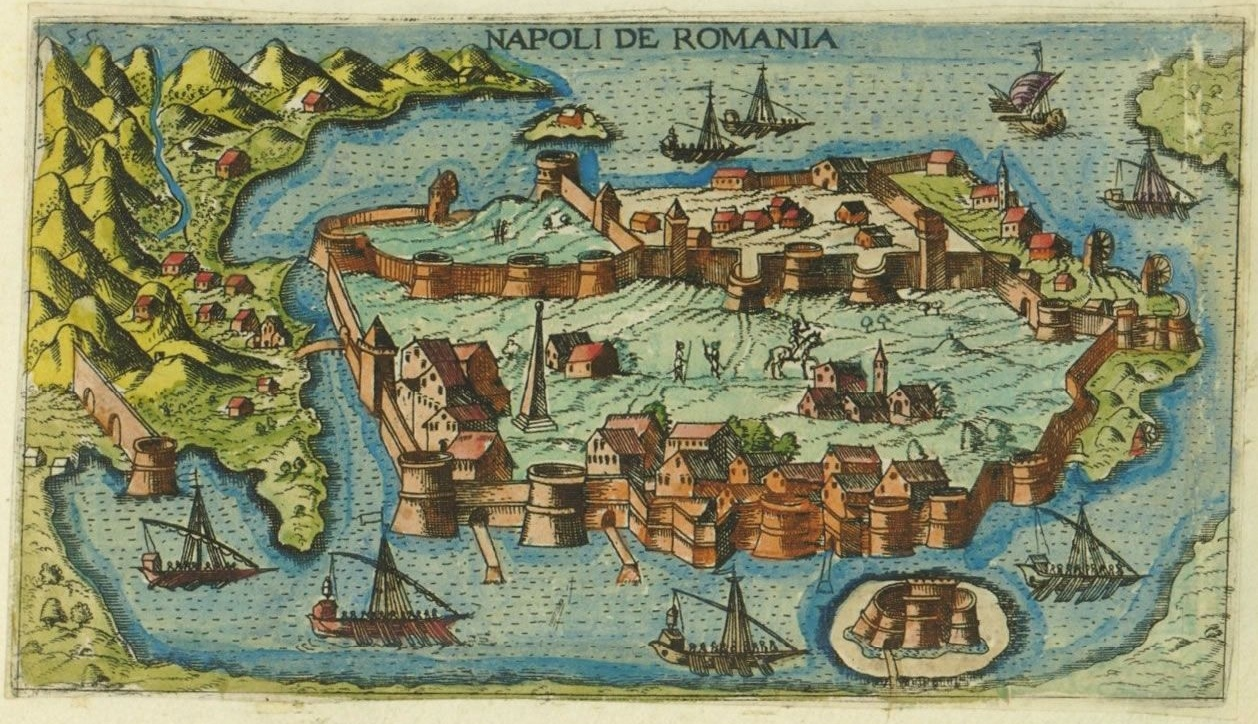
Gravura veneziana de Náuplia datada de 1597

Em julho de 1502 desembarcou as suas tropas em Lesbos e combateu as tropas francesas em Mitilene, a qual tinha sido anteriormente conquistada pelos otomanos em 1462. Em agosto de 1502, Quemal Reis fez de Lêucade a sua nova base para as operações nos mares Jónico e Adriático, cujas costas, pertencentes às repúblicas de Veneza e Ragusa (atual Dubrovnik) atacou, capturando várias localidades costeiras. Entretanto, a importância estratégica de Lêucade (Santa Maura para os venezianos) fez com que a República Sereníssima organizasse uma enorme armada sob o comando de Benedetto Pesaro, constituída por 50 galés e numerosos navios mais pequenos. À esquadra veneziana juntaram-se 13 galés papais sob o comando de Giacomo Pesaro, irmão de Benedetto e bispo de Pafos, bem como 3 galés dos Cavaleiros de São João e 4 galés francesas sob o comando de Prégent de Bidoux. O tamanho da frota inimiga forçou Quemal Reis a abandonar Lêucade e retornar a Galípoli e seguidamente a Constantinopla, onde, em outubro de 1502, ordenou a construção de novos navios no Arsenal Imperial do Corno de Ouro.

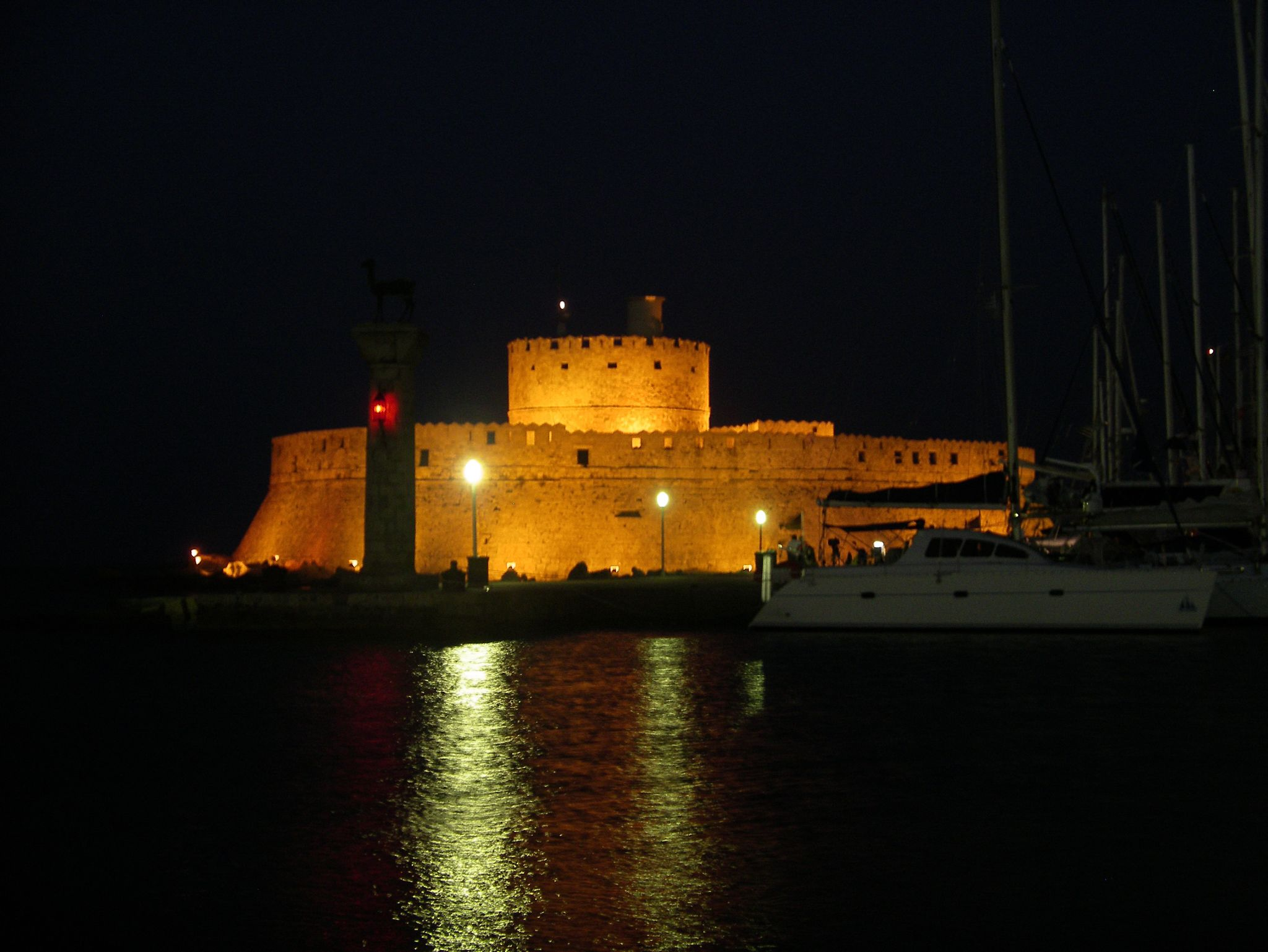
Fortaleza dos Cavaleiros de São João no porto de Mandraki, na ilha de Nísiros

Em março de 1503, Quemal Reis zarpou de Constantinopla com os seus novos navios e navegou para Galípoli, onde tomou o comando da frota otomana que aí estava baseada. No entanto, caiu severamente doente e teve que voltar a Constantinopla para ser tratado. O tratamento prolongar-se-ia até março de 1505, obrigando-o a ficar inativo.
Em março de 1505, Quemal Reis foi encarregado de atacar os Cavaleiros de São João em Rodes, os quais causavam grandes estragos nas rotas marítimas otomanas ao longo das costas da Anatólia. Partiu de Galípoli em direção a Cós, que já tinha conquistado anteriormente aos Cavaleiros, com o objetivo de servir de base a um assalto à vizinha Rodes. Em maio de 1505 assaltou as costas de Rodes e desembarcou numerosas tropas otomanas na ilha, que bombardearam o castelo dos cavaleiros desde terra e tomaram o controle de várias localidades. De Rodes, Quemal dirigiu-se às ilhas de Tilos e Nísiros, onde bombardeou as fortalezas dos Cavaleiros desde o mar. Ainda em maio de 1505, capturou a ilha de Lemnos e atacou a ilha de Quio antes de voltar para Modon em julho de 1505.

## Retorno ao Mediterrâneo Ocidental e Espanha
Em setembro de 1505, Quemal Reis atacou a Sicília e capturou três navios (um da República de Ragusa e dois da Sicília) ao largo da costa. Em janeiro de 1506 fez da ilha de Jerba, na Tunísia, a sua base e zarpou para Espanha, onde desembarcou novamente na costa da Andaluzia em bombardeou os portos de Almeria e Málaga. Na volta, transportou os sobreviventes das perseguições da Inquisição aos judeus e muçulmanos ibéricos para para Constantinopla.
Em maio de 1506, Quemal Reis voltou ao Mar Egeu com uma esquadra de 8 galeaotas e fustas. Em junho desembarcou na ilha de Leros com uma força de 500 janízaros, onde assaltaram a o castelo veneziano comandado por Paolo Simeoni. Ao longo desse mês atacou em vários pontos do arquipélago do Dodecaneso antes de partir em direção ao Mediterrâneo Ocidental com uma frota de 22 navios, incluindo 3 grandes galés e 11 fustas. Desembarcou na Sicília, onde atacou localidades costeiras e foi confrontado com o vice-rei da Sicília, um aliado da Espanha.

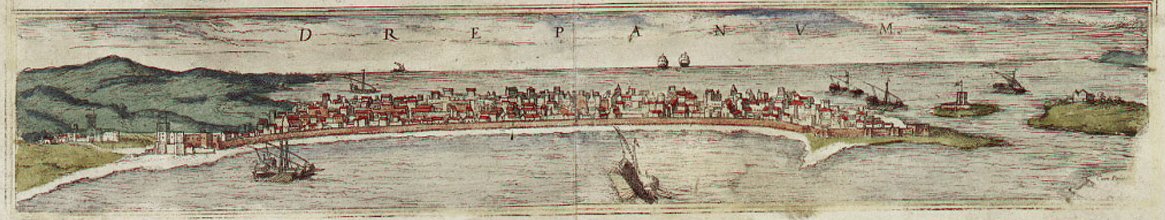
Gravura de Trápani de 1572

Em setembro de 1506 enfrentou uma armada espanhola que pretendia atacar Djerba e capturou uma galé espanhola durante o combate. Em outubro de 1506 desembarcou em Trápani, na Sicília e incendiou os navios genoveses que estavam no porto, cujas tripulações foram libertadas por não terem experiência de guerra naval e não terem sido considerados úteis. Mais tarde bombardeou a galé veneziana comandada por Benedetto Priuli. Ao fogo dos canhões da fortaleza de Trápani respondeu com os canhões do seu navio. Seguidamente navegou para a ilha de Cerigo, no Mar Jónico, com uma força de três galés e duas fustas, e trocou tiros com a armada veneziana sob o comando de Girolamo Contarini. Voltou depois a Constantinopla.

## Últimas operações no Mediterrâneo Oriental
Em janeiro de 1507, Quemal Reis foi encarregado por Bajazeto II de perseguir os Cavaleiros de São João e navegou para Galípoli com uma grande esquadra de 15 galés e 25 fustas fortemente armadas com canhões. Combateu com os Cavaleiros em várias ocasiões até que voltou a Constantinopla em agosto de 1507. No mesmo mês navegou para Alexandria com uma carga de 8 000 remos e 50 canhões que foram dados por Bajazeto II ao sultão mameluco para ajudar este contra os portugueses, cujos navios se aventuravam no Mar Vermelho, onde prejudicavam os interesses mamelucos. Quemal Reis esteve no Egito até fevereiro de 1508 e voltou a Constantinopla em maio, onde coordenou pessoalmente a reparação e modificação dos seus navios no Arsenal Imperial Naval do Corno de Ouro antes de partir novamente para o Mar Egeu para se defrontar com os venezianos e Cavaleiros de São João.

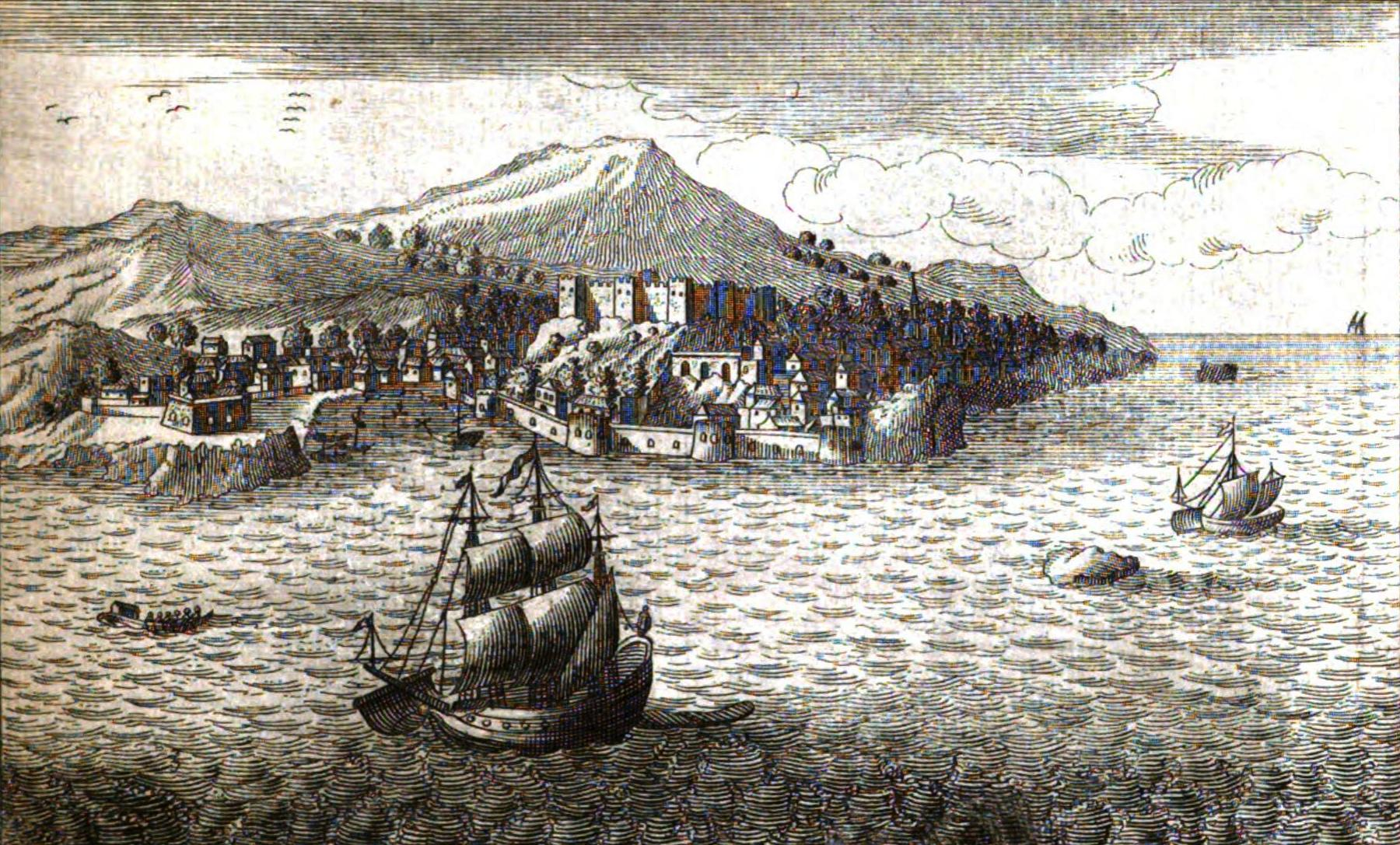
Gravura do século XVIII da fortaleza otomana de Ténedos (Bozcaada)

Em agosto de 1508 chegou a Eubeia com 2 galés, 3 barcas e numerosas fustas. Daí navegou para Ténedos, onde repeliu um ataque dos Cavaleiros e afundou um navio perto do porto de Sizia. Em novembro de 1508 capturou uma galeaça genovesa de Savona ao largo de Ténedos. Em janeiro de 1509, comandando uma força de 13 navios, atacou o castelo de Coo, perto de Rodes, pertencente aos Cavaleiros.
Em fevereiro de 1509, acompanhado do corsário Kurtoğlu Muslihiddin Reis (conhecido como Curtogoli no Ocidente) e comandando a grande armada de 20 navios (4 galés, 1 galeaça, 2 galeotas, 3 barcas e 10 fustas), atacou a cidade de Rodes e desembarcou um grande número de janízaros no porto. Em apenas alguns dias foram feitos vários assaltos ao castelo de Rodes e às muralhas da cidadela. Em meados de fevereiro, comandando 3 galés e 3 fustas, perseguiu navios dos Cavaleiros que tentavam fugir de Rodes, procurando a segurança nas ilhas próximas; capturou 3 galeões outros 9 navios de outros tipos.

## Últimas missões
— Descrição da escala da vitória pelo historiador oficial australiano 
Ainda em 1509, Quemal Reis navegou para o ar Tirreno e desembarcou na costa da Ligúria. Continuou a operar no Mediterrâneo Ocidental por algum tempo antes de regressar a Galípoli. Em setembro de 1510 zarpou de Galípoli com 2 galés, 1 galeota e várias fustas para se juntar à frota otomana de navios de carga que se dirigiam de Constantinopla para Alexandria carregando madeira para construção de navios, remos e canhões, materiais enviados para ajudar os mamelucos na guerra contra os portugueses no Oceano Índico. A frota escoltada era composta por 40 navios, 8 dos quais eram galés.
No início de 1511, depois de passar pelas terras do Ducado de Naxos e ser avistado pela última vez em dezembro de 1510, 27 navios da frota comercial otomana naufragaram devido a uma grande tempestade no Mediterrâneo. Um desses navios era o de Quemal Reis, que morreu no naufrágio com os seus homens.

## Legado
Vários navios da Marinha da Turquia foram batizadas com o nome de Quemal Reis.
O sobrinho do almirante, o cartógrafo Piri Reis, escreveu um poema ao seu tio com quem tanto tinha aprendido na introdução da sua famosa obra Kitab-ı Bahriye (Livro da Navegação):
| “ | Bom amigo, quero Recordar-nos nas nossas preces, E recordarmos Quemal Reis, o nosso mestre, Que a sua alma seja contente! Ele tinha o perfeito conhecimento dos mares E sabia a ciência da navegação. Ele conhecia inúmeros mares; Ninguém o conseguia parar... Navegámos juntos no Mediterrâneo E vimos todas as suas grandes cidades. Fomos a terras dos francos E derrotámos os infiéis. Um dia uma ordem do Sultão Bajazeto chegou. "Digam a Quemal para vir ter comigo," Disse, "e me aconselhe nos assuntos do mar." Então em 1495, o ano dessa ordem, Nós voltámos para o nosso país. Por ordem do sultão nós zarpámos E ganhámos muitas vitórias... Quemal Reis navegou esperando voltar, Mas pereceu no mar. Todos falaram dele uma vez; Agora até o seu nome é esquecido... O anjo da morte apanhou-o Enquanto ele servia o Sultão Bajazeto. Que Deus dê paz aqueles Que lembram Quemal Reis com uma oração. Quemal morreu e foi para o próximo mundo E nós encontramo-nos sozinhos neste. | ” |
|   | — Piri Reis - Kitab-ı Bahriye (Livro da Navegação). |   |